# Laioskomplex
In der Psychoanalyse werden unter dem Begriff Laios-Komplex meist aggressiv-feindselige Impulse eines Vaters gegenüber seinem Sohn verstanden. Analog zum Ödipus-Mythos, bei dem Laios seinen Sohn Ödipus töten wollte, aufgrund einer Prophezeiung, dass andernfalls sein Sohn ihn töten und ersetzen werde.
Erstmalig verwendet wurde der Begriff „Laioskomplex“ von Ernst Simmel, bekannt gemacht haben ihn insbesondere Georges Devereux und John Munder Ross. Sie verstehen unter dem Begriff eine pathologisch-feindselige Reaktion von Vätern auf ihre Söhne, weil sie sich z. B. aus der Mutter-Kind-Dyade ausgeschlossen oder vom heranwachsenden Sohn bedroht fühlen.
Neuere Auffassungen sehen im Laios-Komplex einen allgemein-menschlichen Komplex, bei dem die Auseinandersetzung mit der eigenen Sterblichkeit mit der Fähigkeit zur Generativität verknüpft ist. Die Spannung zwischen den Generationen wird dabei als unvermeidlich angesehen, unabhängig davon, ob sie konstruktiv bewältigt oder destruktiv agiert wird wie bei Laios. Die Ambivalenz gegenüber dem Nachwuchs resultiert daraus, die Jüngeren einerseits zu brauchen, um sich in ihnen fortsetzen zu können und andererseits Angst zu haben, durch eben diese Jüngeren ersetzt zu werden.
Diese Spannung zwischen den Generationen wird in verschiedenen Bereichen beschrieben, in kulturellen Werken (z. B. Harry Potter oder Star Wars), in Unternehmen und Organisationen und auch in Psychotherapien.